# Tricheurois tibetica
Tricheurois tibetica är en fjärilsart som beskrevs av Charles Boursin 1965. Tricheurois tibetica ingår i släktet Tricheurois och familjen nattflyn. Inga underarter finns listade i Catalogue of Life.